# سکه یادبود پیروزی شاپور یکم بر روم

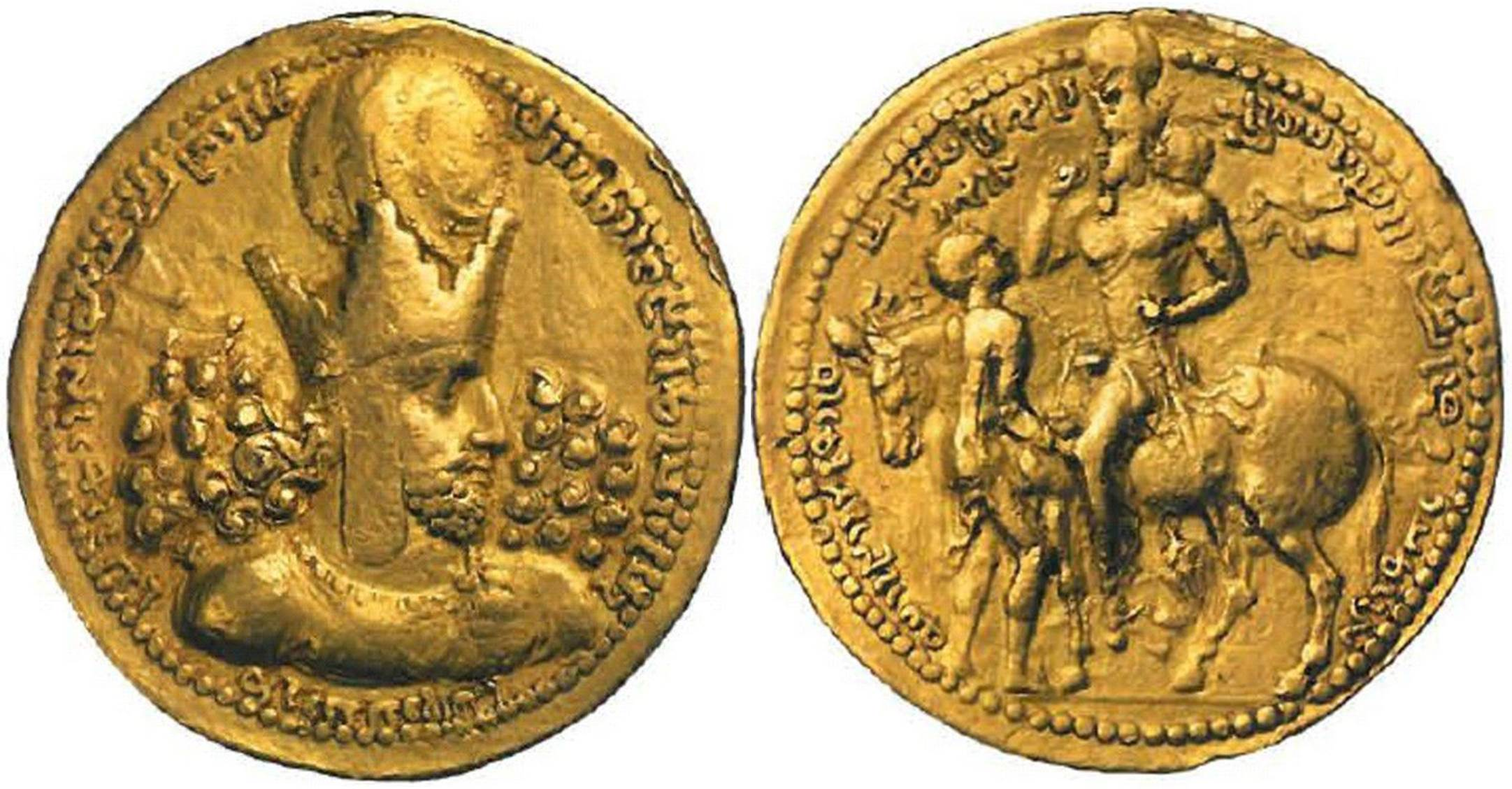
تصویری از دوروی سکه

سکه یادبود پیروزی شاپور یکم بر روم یا سکه یادبود باج‌گزاردن فیلیپ عرب به شاپور یکم، یک دینار ساسانی با قطر ۲۸ میلی‌متر و وزن ۱۴٫۸۵ گرم (برابر دو دینار) و منسوب به شاپور یکم است. این سکه امروزه در مجموعه‌ای خصوصی نگهداری می‌شود. مایکل آلرام، سکه‌شناس برجسته اتریشی، در سال ۲۰۰۴ پس از مشاهده عکسی از این سکه آن را جعلی دانست، ولی مدتی بعد با بررسی سکه از نزدیک از نظر پیشین خود عقب‌نشینی کرد و بدین‌ترتیب احتمال اصالت سکه مذکور تقویت شد. بااین‌حال هنوز اصالتش حتمی نیست.
شمایل‌نگاری و کتیبه‌شناسی این سکه ویژه به‌وضوح نشان می‌دهند که نوعی مدال و سکه یادبود محسوب می‌شود. تاریخ احتمالی برای ضربش را میان سال‌های ۲۴۴ تا ۲۶۰ میلادی تخمین زده‌اند.

## مشخصات
روی سکه مذکور مانند سایر سکه‌های ساسانی، نقش نیم‌تنه شاهنشاه قرار گرفته که این عبارت به زبان فارسی میانه و خط پهلوی کتیبه‌ای دورش درج شده‌است:
- لاتین‌نویسی فارسی میانه[۲]

mazdēsn bay šāpuhr šāhān šāh ērān ud anērān kē čihr az yazdān
- ترجمه به فارسی امروزی

بغ مزداپرست شاپور شاهنشاه ایران و انیران که چهر از ایزدان (دارد).
اگرچه عنوان شاهنشاه ایران و انیران بر سنگ‌نوشته سه زبانه شاپور یکم بر کعبه زرتشت ثبت‌شده، بااین‌حال پیشینه کاربرد این عنوان در سکه‌ها به‌زمان فرزند و جانشین شاپور، هرمز یکم بازمی‌گردد. اگر این سکه واقعاً دارای اصالت باشد، قدیمی‌ترین مورد شناخته‌شده از کاربرد اصطلاح انیران بر سکه‌های ساسانی است.
نقش پشت سکه صحنه تسلیم‌شدن امپراتور رومیان در مقابل شاپور یکم که سواره است را نشان می‌دهد. چنین نقشی در میان سکه‌های ساسانی استثنا است و مورد مشابه‌ای ندارد. مطابق کتیبه دور این نقش، امپراتور تسلیم‌شده باید فیلیپ عرب باشد:
- لاتین‌نویسی فارسی میانه[۲]

ēn ān ka-š firipōs kēzar ud hrōmāy pad bāz ud bandag<īh> estād hēn
- ترجمه به فارسی امروزی

این (در) آن (هنگام) شد که قیصر فیلیپ و رومیان (را) به باج و بندگی واداشت.
بدین‌ترتیب تاریخ ضرب این سکه باید مربوط به پس از نبرد مشیک و مربوط به هنگامی باشد که با کشته‌شدن گوردیان سوم، جانشین او فیلیپ عرب، طبق متن سنگ‌نوشته کعبه زرتشت پذیرفت که ۵۰۰٫۰۰۰ دینار باج به ساسانیان بپردازد. نکته جالب‌توجه دربارهٔ نقش پشت سکه، حالت دست شاپور یکم است که انگشت سبابه را به سمت بالا گرفته‌است. این حالت انگشت در ایران ساسانی زمانی رخ می‌داد که فردی از رده پایین‌تر مقابل یک شخص والامقام‌تر قرار می‌گرفت. در مورد شاهنشاهان، این حالت تنها در هنگام مواجه آن‌ها با اهورامزدا صورت می‌گرفت (برای نمونه سنگ‌نگاره اهورامزدا و اردشیر بابکان). نقش اهورامزدا و ایزدان دیگر در این بخش سکه وجود ندارد. شاید این حالت شاپور یک قدردانی ساده از اهورامزدا، بدون حضور پیکر او باشد. احتمال دیگر آن است که این نوع از ژست‌گرفتن می‌تواند نشان‌دهنده تأثیر فرهنگ ایرانی شرقی نواحی مانند تخارستان باشد که در آنجا این ژست نه نشانه کُرنِش، بلکه نماد صلح‌خواهی و علاقه به ثبات است. بدین‌ترتیب شاپور با نشان‌دادن این علامت به فیلیپ، درخواست او برای قبول صلح را می‌پذیرد.

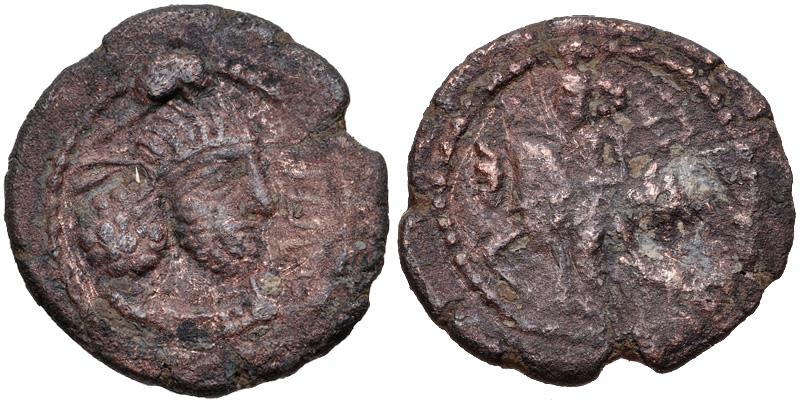
نمونه‌ای از سکه‌های شاهان مرو

نقش شاه سوارکار بر برخی از سکه‌های برنزی هم‌دوره شاپور یکم که ضرب شهر مرو هستند، وجود دارد، ولی نقش روی سکه‌ها به شاهان محلی دست‌نشانده تعلق دارد. در زمان شاپور یکم، شاهان مرو مجاز به ضرب سکه برنزی با نقش خود و عنوان «شاه مرو» بودند.